# Alessandro Borghi
Alessandro Borghi, född 19 september 1986 i Rom, är en italiensk skådespelare. Han är känd för sina roller i bland annat Suburra (2015), On My Skin: The Last Seven Days of Stefano Cucchi (2018) och The First King (2019).